# Paramarphysa parvipes
Paramarphysa parvipes är en ringmaskart som beskrevs av Benham 1927. Paramarphysa parvipes ingår i släktet Paramarphysa och familjen Eunicidae.
Artens utbredningsområde är havet kring Nya Zeeland. Inga underarter finns listade i Catalogue of Life.